# Équipe du Canada de cricket
Cet article traite de l'équipe masculine. Pour l'équipe féminine, voir Équipe du Canada de cricket féminin.
L'Équipe du Canada de cricket représente le Canada au niveau international. Elle est sous le patronage de la fédération canadienne de cricket, Cricket Canada. Elle n'est pas l'une des nations « membres de plein droit » de l'International Cricket Council mais diverses qualifications pour la Coupe du monde, la première en 1979, lui permettent de disputer des rencontres au format « One-day International » (ODI).

## Compétitions internationales

### Palmarès
- Coupe du monde de cricket : 1er tour en 1979, 2003, 2007
- Tournoi de qualification pour la Coupe du monde de cricket (ancien Trophée de l'ICC) : finaliste en 1979 et 2009
- Coupe intercontinentale de cricket : finaliste en 2004, 2007-2008

### Parcours
| Coupe du monde de cricket - 1975 : non invitée - 1979 : 1er tour - 1983 : non qualifiée - 1987 : non qualifiée - 1992 : non qualifiée - 1996 : non qualifiée - 1999 : non qualifiée - 2003 : 1er tour - 2007 : 1er tour - 2011 : 1er tour - 2015 : non qualifiée |  | Trophée de l'ICC - 1979 : finaliste - 1982 : 1er tour - 1986 : 1er tour - 1990 : 2e tour - 1994 : 2e tour - 1997 : 7e - 2001 : 3e - 2005 : 3e - 2009 : 2e - 2014 : 8e |  |